# 關漢卿撞擊坑
關漢卿撞擊坑（英語：Kuan Han-ch'ing）是一個位於水星的撞擊坑，直徑151公里。1979年由國際天文學聯合會以元朝曲作家關漢卿命名。